# Carreau à décor d'engobe

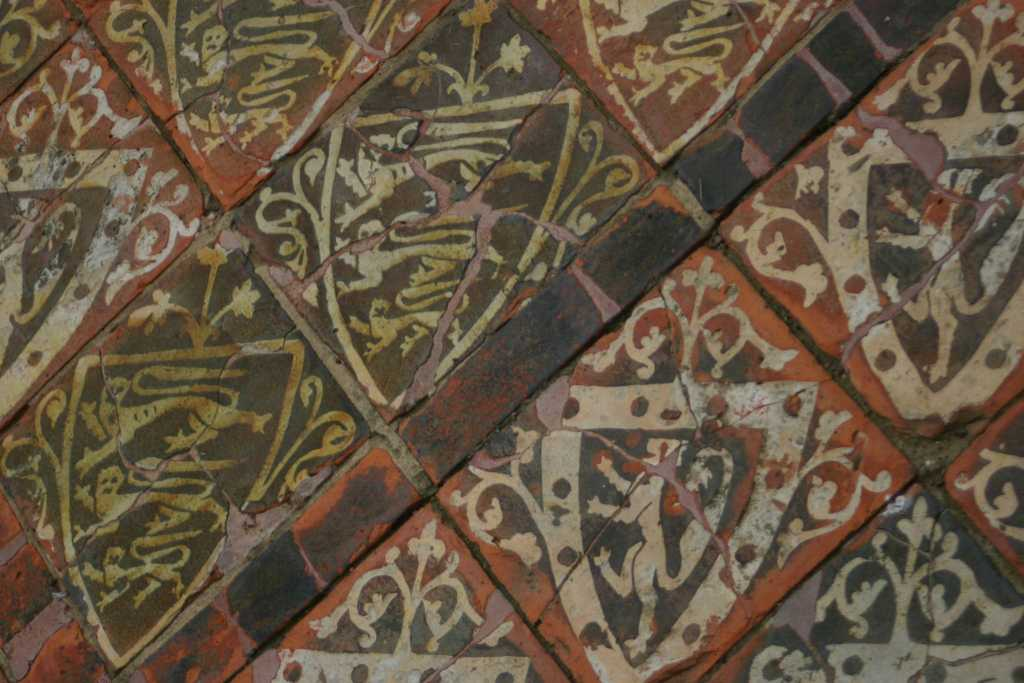
Carreaux médiévaux de l'abbaye de Cleeve, Angleterre.

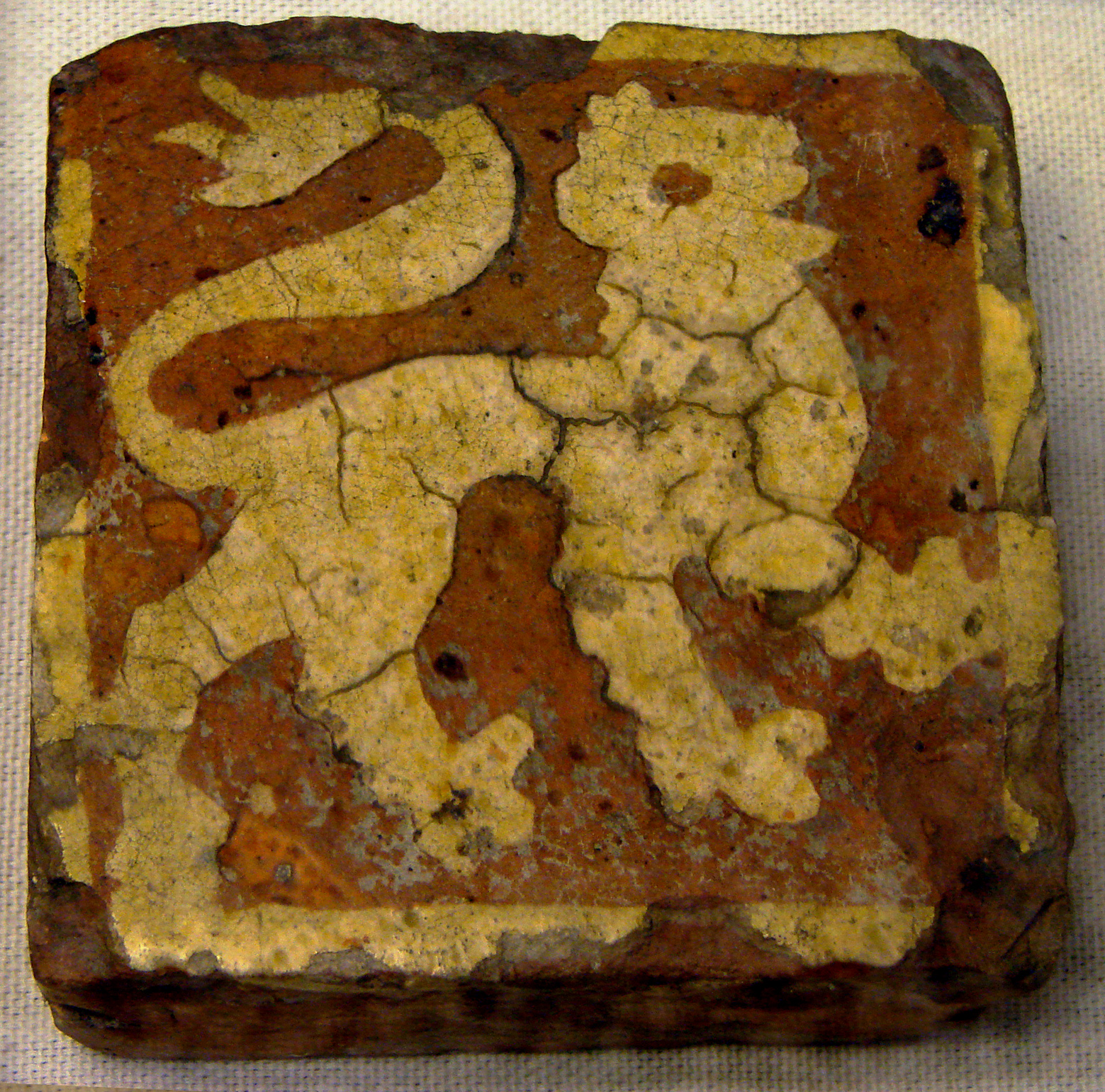
Carreau de pavement, terre glaçurée, époque médiévale,, provenant de Senlis, Laon ou les environs. Musée d'Art et d'Archéologie de Laon.

Les carreaux à décor d'engobe, on parle aussi de carreaux estampés voire de carreaux encaustiqués, sont des carreaux de céramique dans lesquels le motif ou la figure sur la surface n'est pas produit par l'émail, mais est obtenu à partir de différentes couleurs d'argile incrustée (l'engobe). Ils sont généralement de deux couleurs mais un carreau peut être composé de pas moins de six couleurs. Le motif est incrusté dans le corps du carreau, de sorte que le dessin subsiste même si le carreau est usé. Les carreaux peuvent être vitrifiés ou non et l'incrustation peut être aussi peu profonde qu'un huitième de pouce, comme cela est souvent le cas avec les carreaux à décor d'engobe "imprimés" du Moyen Âge tardif, ou aussi profond qu'un quart de pouce.
Les carreaux estampés seront fabriqués au Moyen Âge jusqu'au XVIe siècle. Longtemps ignorés, les carreaux historiés anglais puis français du Moyen Âge seront enfin étudiés à partir du XIXe siècle puis refabriqués sur les mêmes motifs en plein Gothic Revival anglais.
Les carreaux encaustiques du XIXe siècle utilisent un procédé de moulage à deux coups. La couche d'«incrustation» est moulée en premier. Pour de multiples couleurs, un moule avec des cavités pour chaque couleur est utilisé et les couleurs individuelles sont soigneusement remplies. Cette argile colorée est ensuite placée face vers le bas dans un moule qui est rempli à nouveau avec la couleur du corps. Les carreaux sont ensuite cuits.

## Historique
Il est vraisemblable que, dès l’époque carolingienne, les carrelages en briques de couleur sont en usage ; on pouvait ainsi, à peu de frais, obtenir des pavages présentant à peu près l’aspect des mosaïques romaines plus coûteuses. Toutefois on ne connait aucun carrelage de terre cuite antérieur au XIIe siècle; on peut l'attribuer à la fragilité des émaux dont on revêt cette matière; rapidement usés, les carrelages en terre cuite devaient être souvent remplacés.
Au XVIe siècle, la mode des carreaux incrustés est passée, mais dans les premières années du XVIIIe siècle, en Angleterre d'abord, des architectes se tournent vers le passé pour trouver l'inspiration et tombent sur de vieux exemples de carreaux médiévaux. Un certain nombre d'auteurs en recueillent les dessins et les publient, conduisant à un nouvel intérêt et à une demande, pour des carreaux de reproduction, afin d'habiller les sol des églises en projet ou en rénovation. Cette mode s'est généralisée à la décoration de tout autre bâtiment.

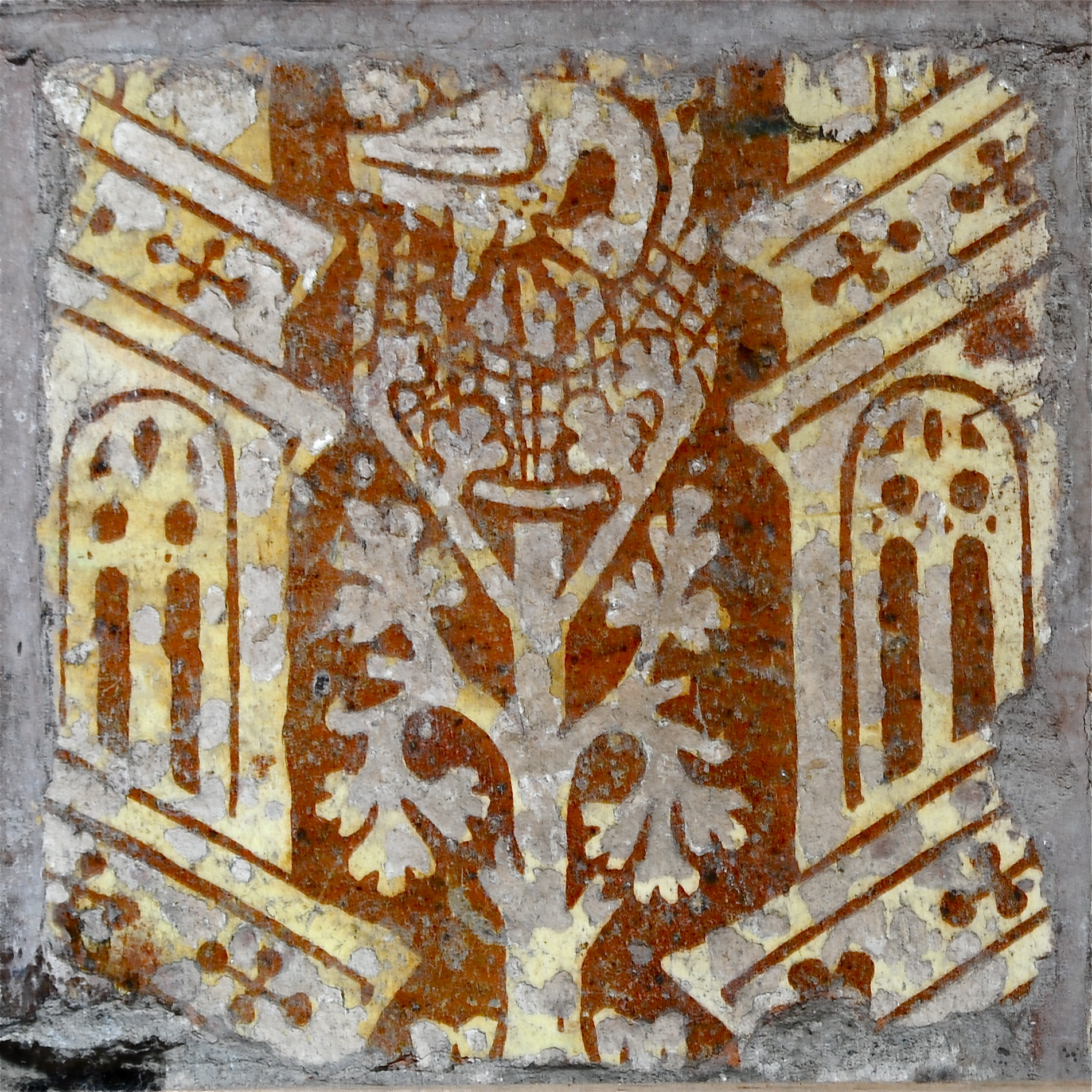
Great Malvern Priory, Worcestershire, Angleterre, carreau médiéval.
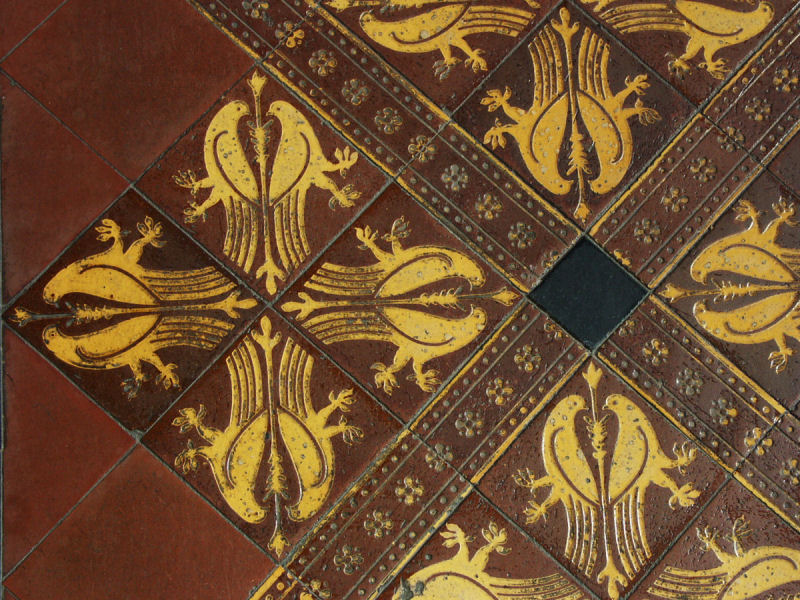
Église St Oswald's, Ashbourne, Derbyshire, Angleterre, XIXe siècle.

### En Angleterre et aux États-Unis
Les Anglais, pendant l'époque victorienne, ont appelé de manière erronée les carreaux à décor d'engobe, encaustic tiles (L'anglais d'autre-part ne fait pas de distinction linguistique entre un carreau et une tuile qui sont tous deux désignés par tile), ce qui originellement était appelé inlaid tiles, soit des carreaux marquetés, durant le Moyen Âge. L'utilisation du mot «encaustique» pour décrire un carreau incrusté de deux couleurs ou plus est linguistiquement incorrect. Le mot encaustique du grec ancien: ἐγκαυστικός signifie "brûler dans". Il a également été appliqué à un processus d'émaillage médiéval. Le terme ne vient pas en usage lors de la description carreaux avant le XIXe siècle. Les victoriens ont probablement trouvé que les carreaux estampés bi-colors ressemblaient fortement au travail de l'émail et donc les ont appelés encaustiqué. Malgré l'erreur, le terme est maintenant d'usage courant depuis si longtemps en Angleterre qu'il est accepté pour désigner les travaux de carreaux à décor d'engobe.
Les « carreaux encaustiqués » ont joui à deux périodes d'une grande popularité. Le premier est venu au XIIIe siècle et a duré jusqu'à la réforme sous Henri VIII, au XVIe siècle. Le deuxième est survenu lorsque les carreaux ont attiré l'attention des artisans à l'époque Gothic Revival, qui, après bien des tâtonnements ont produit en masse ces carreaux, et les ont vendus au grand public. Durant les deux périodes ces carreaux ont été fabriqués à travers l'Europe de l'Ouest, même si le centre de production de carreaux était en Angleterre.
Les découvertes faites en Angleterre au XIXe siècle sur les carreaux du Moyen Âge montrent que la terre argileuse qui servait à faire ces carreaux était moulée et séchée au soleil assez fortement pour conserver l'empreinte du moule en relief à l'aide duquel on imprimait un dessin quelconque à sa surface. Sur ce dessin en creux on appliquait une terre d'une couleur différente ordinairement de la terre de pipe blanche ou colorée puis on enfournait. Une fois les carreaux dans le four on les saupoudrait d'une couche mince de minerai de plomb en poudre et de sable blanc bien fin on obtenait ainsi par l'action du feu un vernis vitreux qui ajoutant à leur éclat tout en les empêchant de s'altérer donnait à l'argile blanche une légère teinte jaunâtre. De nombreux essais furent effectués pour remettre au jour ces procédés anciens.

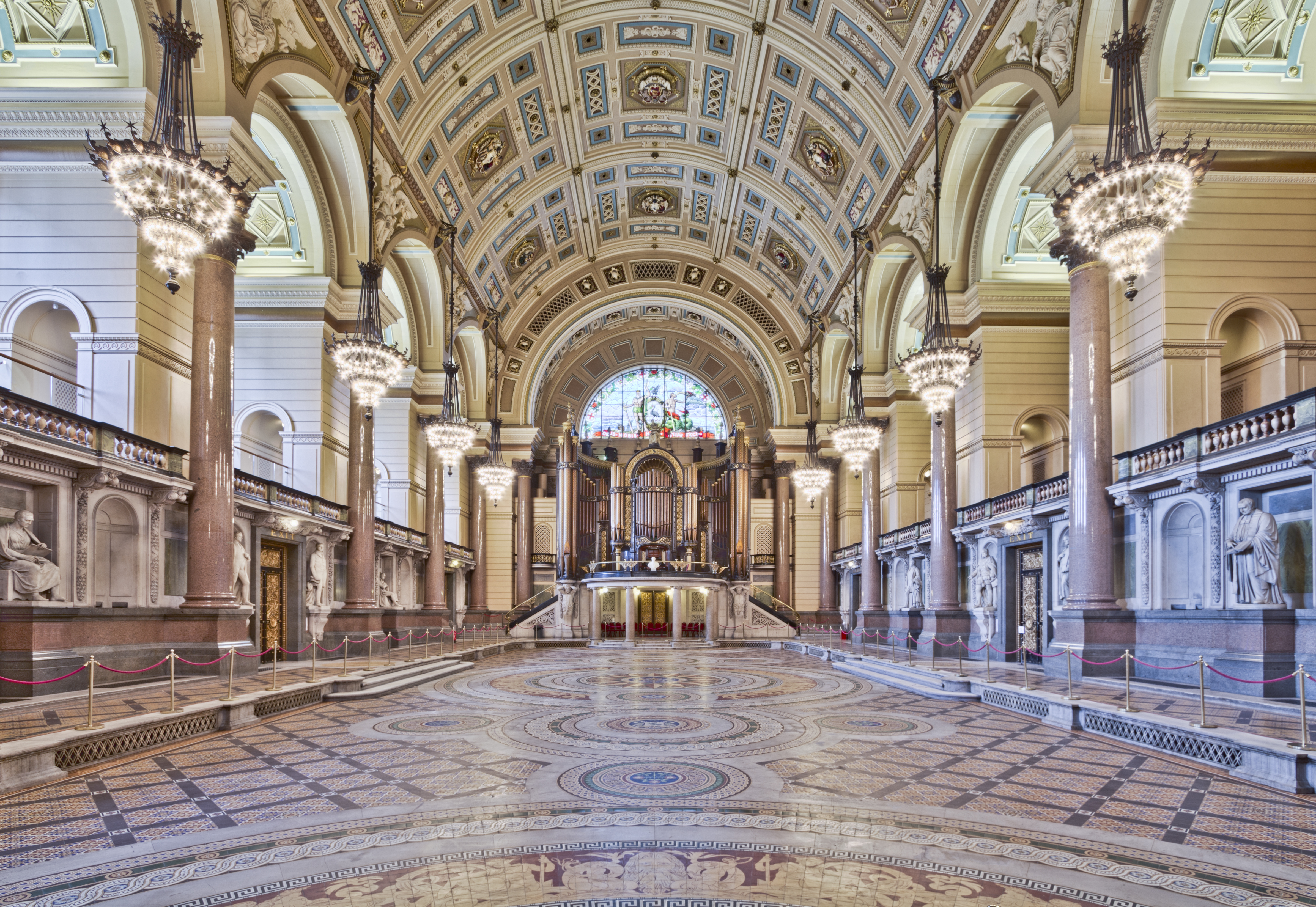
St George's Hall, Liverpool, Angleterre. Au sol, mosaïque de carreaux de 30.000 pièces[6] des ateliers Minton.
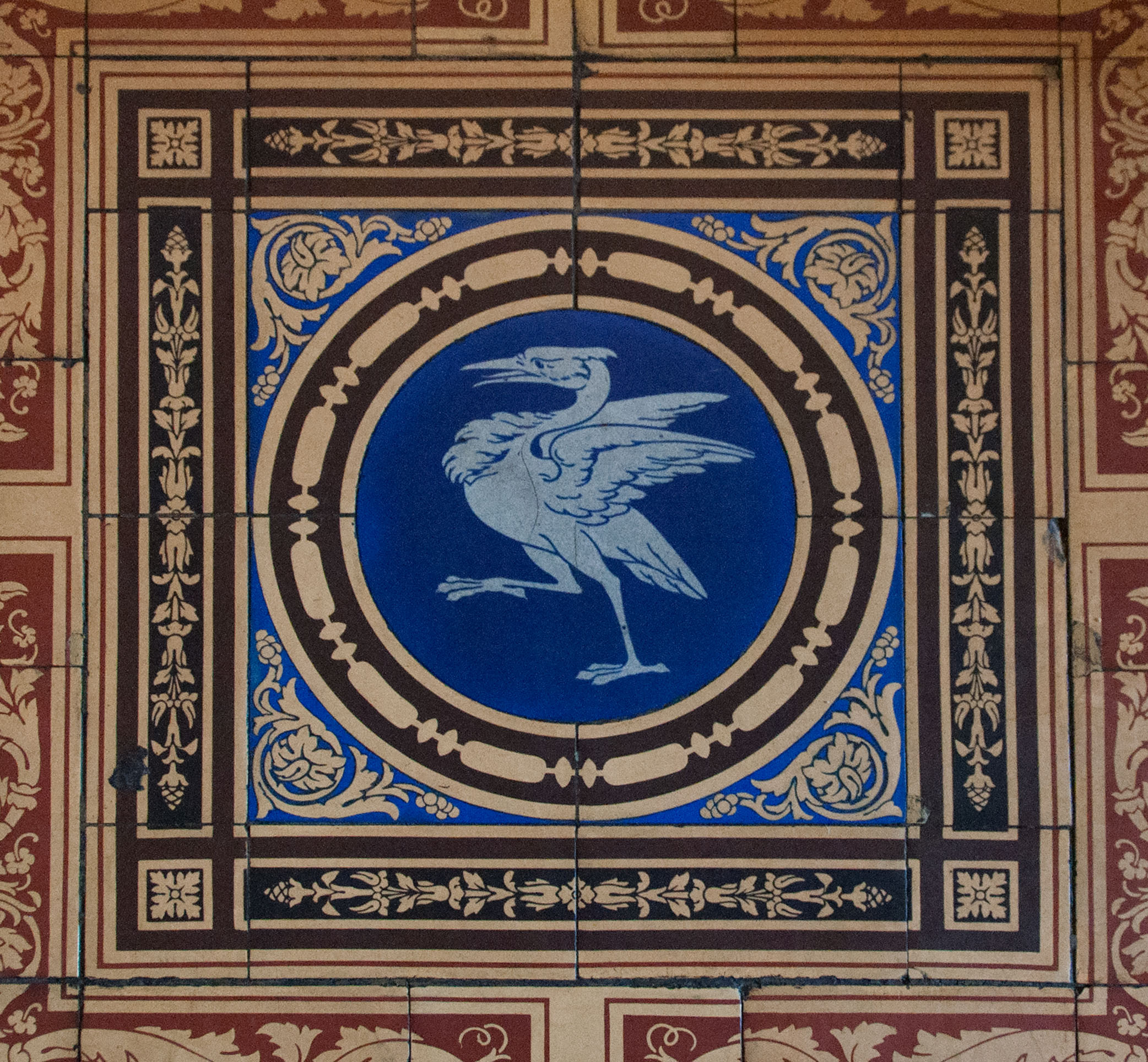
Hôtel de ville de Liverpool. Carreaux encaustiqués provenant de la manufacture Minton.
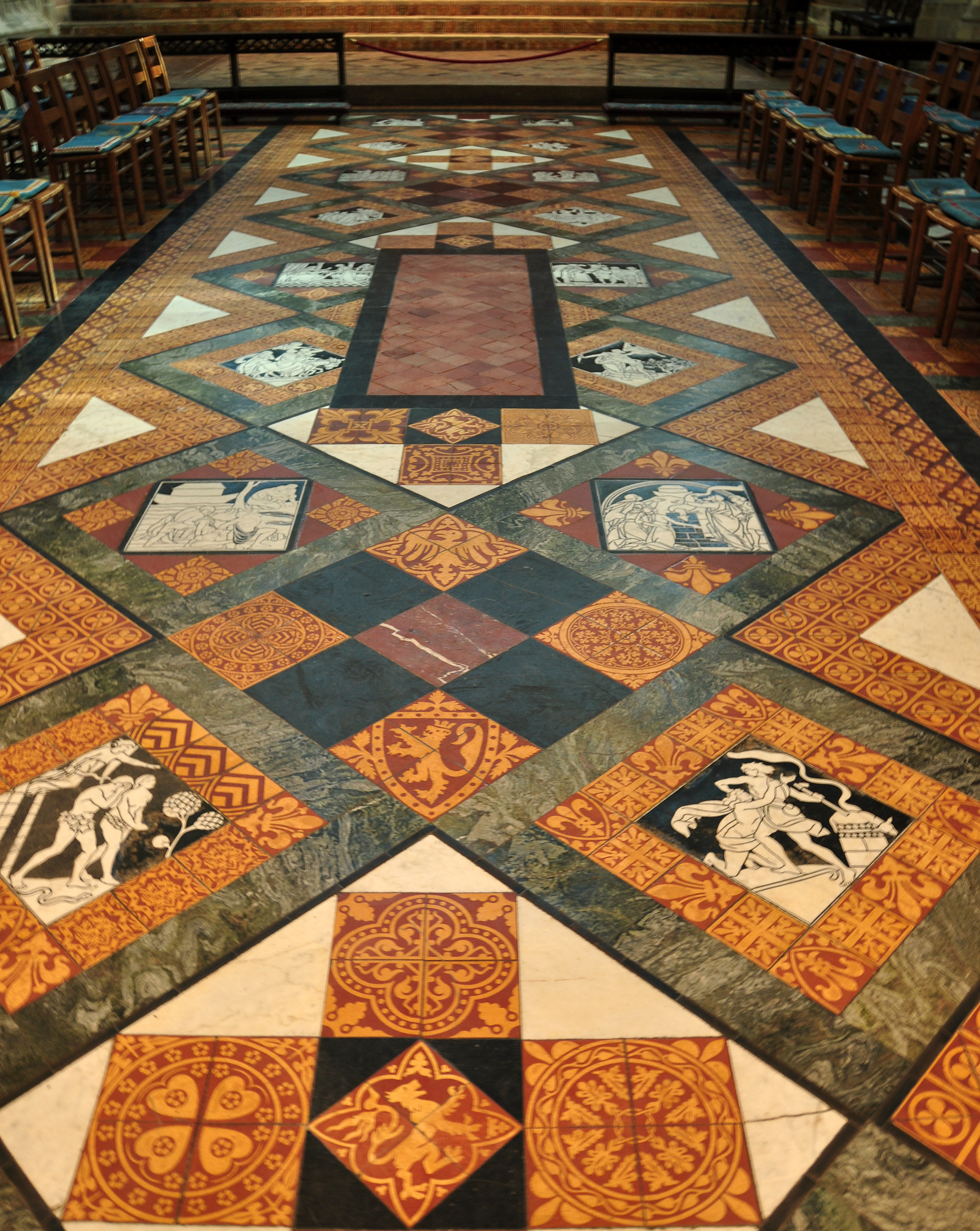
Cathédrale de Gloucester. Carreaux encaustiqués provenant de la manufacture Minton.
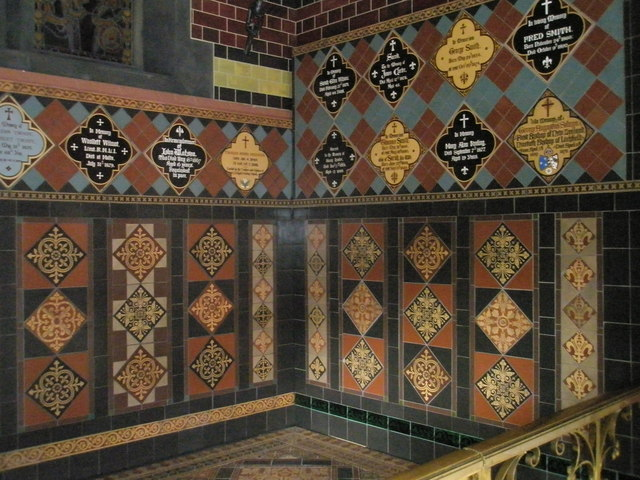
Carreaux encaustiqués. Jackfield Tile Museum.

On doit à un Samuel Wright un brevet pour un procédé industriel de fabrication de carreaux encaustiqués aussitôt vendu à parts égales à Chamberlain & Co de Worcester et Herbert Minton à Stoke. La manufacture Mintons (Staffordshire) devient un centre de production réputé en plein Gothic revival. À la série restreinte des couleurs obtenues par les potiers du Moyen Âge, Thomas Minton (en) (1765 – 1836) ajouta celles du gris, du noir, du café au lait, du fauve, obtenues dans toute la matière et celles du bleu, du vert, du lilas, et du pourpre, placées par engobes minces sur la surface et par voie d'incrustation.
Les terres rouges et jaunes qui font à Stoke upon Trent la base de la fabrication sont extraites du sol même de l'usine. On emploie pour les autres couleurs des oxydes métalliques. On compense les retraits que prennent les diverses matières premières pendant la cuisson par des additions de pegmatite ou de kaolin de Cornouailles ou de silex de Kent; les dosages ont une très grande importance.
Après que les pâtes ont été broyées et ressuyées au point d'être à l'état de barbotine on les tamise surtout pour celles qui sont destinées à donner les parties incrustées. La pâte est ensuite raffermie on l'amène à consistance pâteuse. Un plâtre préparé d'avance et donnant le relief du dessin qu'offrira le carreau est disposé dans un moule métallique dont les dimensions sont calculées en vue du retrait qui se produira pendant la fabrication. Ce moule pour une surface carrée de 38 cm doit en avoir une de 42. On fait avec de l'argile de première qualité la surface du carreau ; on lui donne une épaisseur d'un peu plus de 6 mm et on la presse sur le plâtre qui laisse en creux une empreinte du dessin. On surcharge cette première couche d'une seconde plus commune puis d'une troisième jusqu'à ce qu'on soit arrivé à l'épaisseur que l'on veut obtenir. On alterne les qualités de terre de telle sorte qu'en diminuant la dépense on évite les irrégularités de retrait. Quand on a placé la dernière couche on donne un fort coup de presse afin d'obtenir une compacité suffisante après quoi on coule dans les creux du dessin les couleurs convenables à l'état de pâtes liquides de manière que la surface du carreau soit entièrement recouverte. On attend deux ou trois jours puis on racle la surface du carreau pour enlever toutes les inégalités. Cette opération fait apparaître le dessin qui ne reçoit sa couleur propre que pendant la cuisson. Les carreaux ainsi préparés vont au séchoir ils y restent dix ou quinze jours pour ne pas gercer. La cuisson dure soixante heures. La combinaison des oxydes se fait avec les pâtes et les couleurs apparaissent avec les nuances qui leur sont propres. Si le carreau doit recevoir une glaçure on le trempe dans un vernis spécial puis on le fait cuire de nouveau dans un four convenablement disposé. Les dessins bleus et verts sont obtenus par l'addition à la pâte des oxydes de chrome et de cobalt. auxquels on ajoute une certaine quantité d'oxyde de zinc. Ces couleurs sont coûteuses. L'application des couleurs aux carreaux devient fort chère encore à cause de la nécessité dans laquelle on se trouve d'affecter aux produits à cuire un laboratoire d'une grande étendue, chaque carreau devant être protégé sur sa face ornée par une brique commune et sans aucune valeur. Il se fait pendant la cuisson un transport par volatilisation des oxydes les uns sur les autres. Lorsqu'on ne veut avoir sur les carreaux qu'une glaçure très mince les parois internes des gazettes sont recouvertes de vernis volatils d'abord pour éviter le ressui du carreau, puis pour remplir l'étui d'une vapeur saline qui se transporte sur l'objet à cuire et lui communique un glacé suffisant.
Dans les deux périodes, médiévales et dans le XIXe siècle et XXe siècle du Gothic Revival, les carreaux ont été le plus souvent réalisés et posés dans les églises. Même les carreaux qui ont été portées dans des maisons privées étaient souvent des copies de ceux trouvés dans les lieux religieux. Les sols de carreaux encaustiqués existent partout en Europe et en Amérique du Nord, mais sont plus répandus en Angleterre, où le plus grand nombre de carreaux incrustés ont été fabriqués. Les carreaux de Stoke upon Trent sont au XIXe siècle répandus dans les églises, les chapelles, les hôtels, les habitations particulières et les établissements publics. On cite comme étant les plus remarquables les pavages des parlements  d'Osborne, de Washington, du palais de Saint-Georges et de l'Hôtel de ville de Liverpool, des cathédrales d'Ely, Salisbury et Gloucester.
Des entreprises aux États-Unis ont également fabriqué les carreaux à l'encaustique pendant la période Gothic Revival. L'American Encaustic Tiling Company de Zanesville, Ohio, a été active jusqu'en 1935, notamment à partir de 1912, grâce à son directeur, le designer Léon-Victor Solon.
La fabrication de carreaux en terre cuite à décor d'engobe peut être vu aujourd'hui au
Jackfield Tile Museum (en), un des musées de la vallée d' Ironbridge.

### En France
D'après  Viollet-le-Duc, les carreaux à décor d'engobe arrivent en France au XIIIe siècle. Ils succèdent à une manière de faire les carrelages par petits morceaux de terre moulés, qui composaient des dessins assez compliqués, des ornements même, par l’enchevêtrement de courbes les unes dans les autres. On a trouvé ce type de carrelage dans les chapelles absidales de l’église abbatiale de Saint-Denis
Le procédé de fabrication du carrelage de Abbaye de Saint-Pierre-sur-Dives consiste en une couche de terre fine noircie, posée sur une argile rouge grossière, estampée, incrustée d’une terre jaunâtre et couverte d’un émail transparent; Les carreaux noirs exigeaient cinq opérations successives, sans la cuisson.: 
1. le moulage de la brique ;
2. une première couverte d’une terre fine, noircie par un oxyde métallique ;
3. l’estampage du dessin en creux qui se fait avec des matrices en bois;
4. le remplissage du creux par une terre blanche, le battage ;
5. l’émaillage.

Les carreaux rouges incrustés de blanc n’en exigeaient que quatre:
1. le moulage de la brique ;
2. l’estampage ;
3. le remplissage du creux, le battage ;
4. l’émaillage.

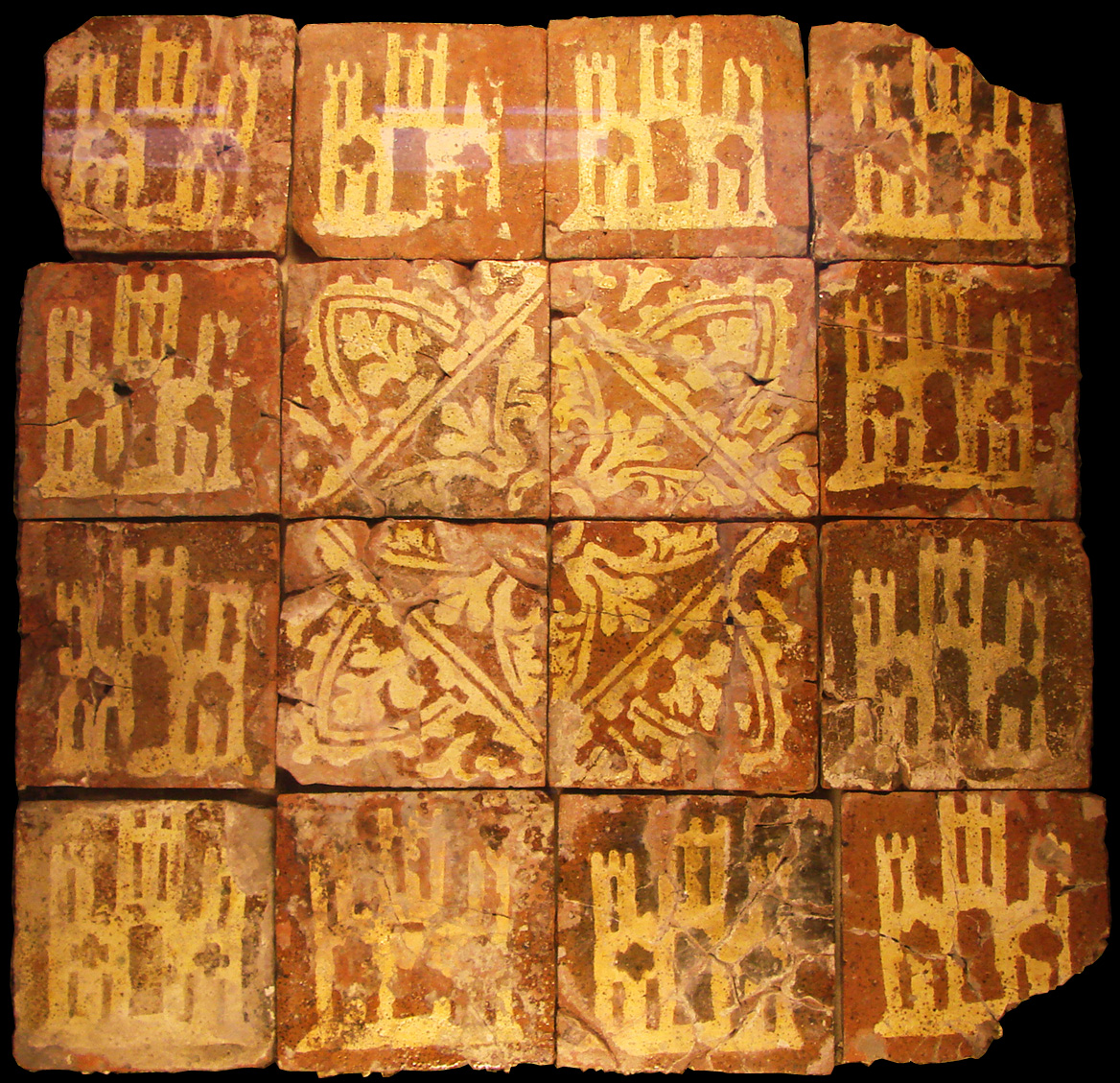
Carrelage médiéval, exposé au Palais du Tau, Reims, France.
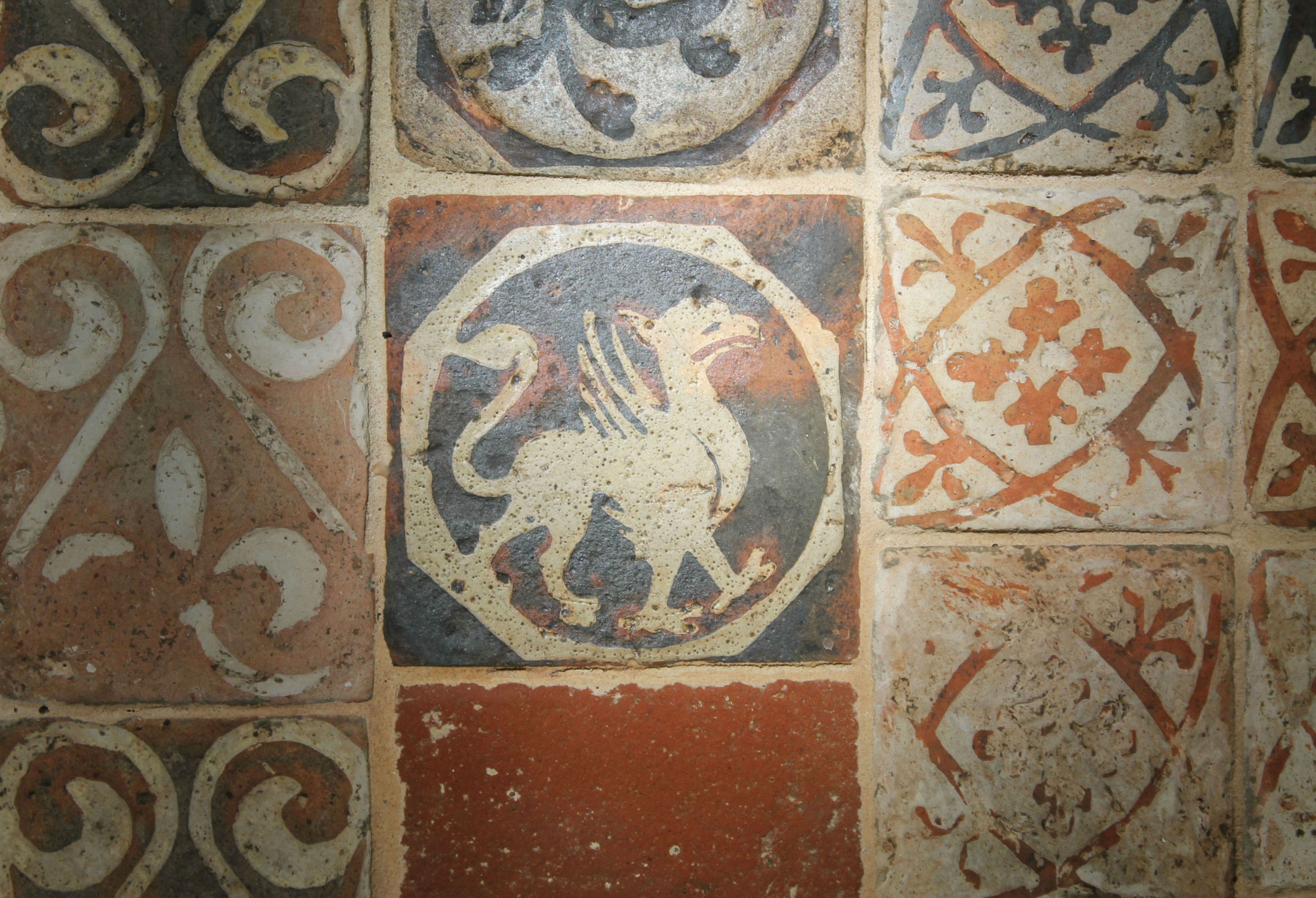
Abbaye de Saint-Pierre-sur-Dives. Carreau XIIe siècle.
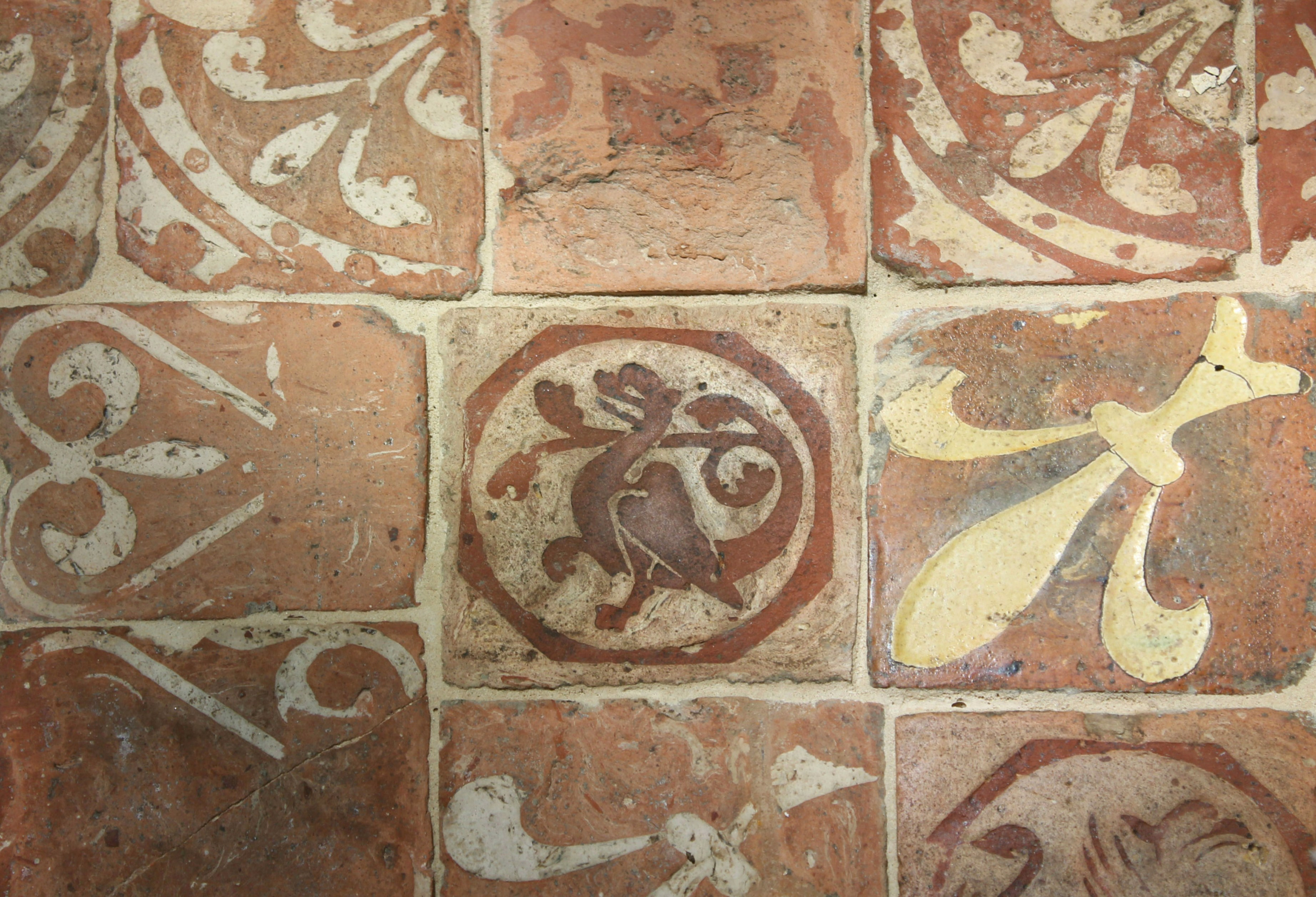
Abbaye Saint-Pierre-sur-Dives. Carreau XIIe siècle.
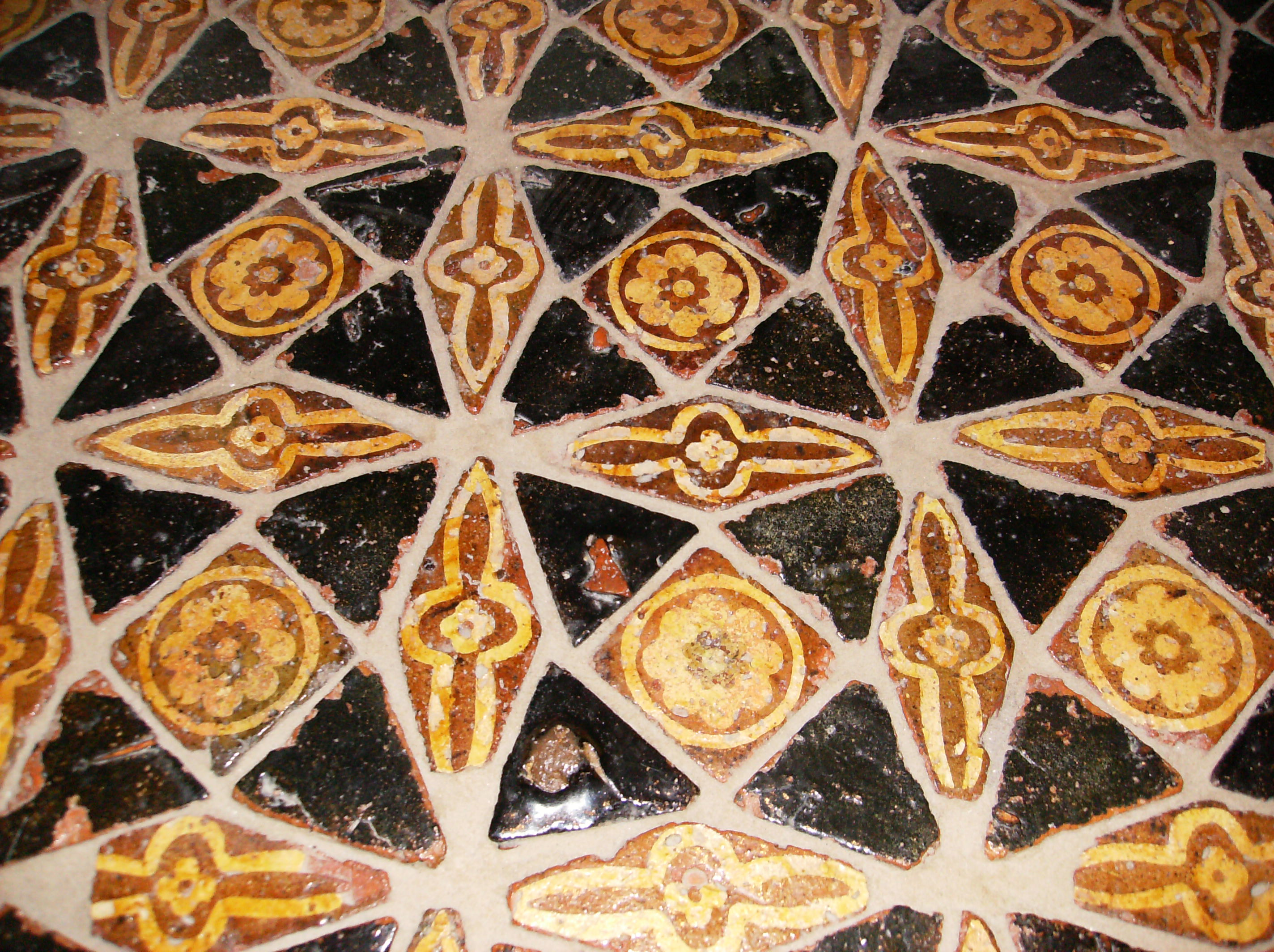
Château de Suscinio. Carreaux médiévaux. Morbihan. France.
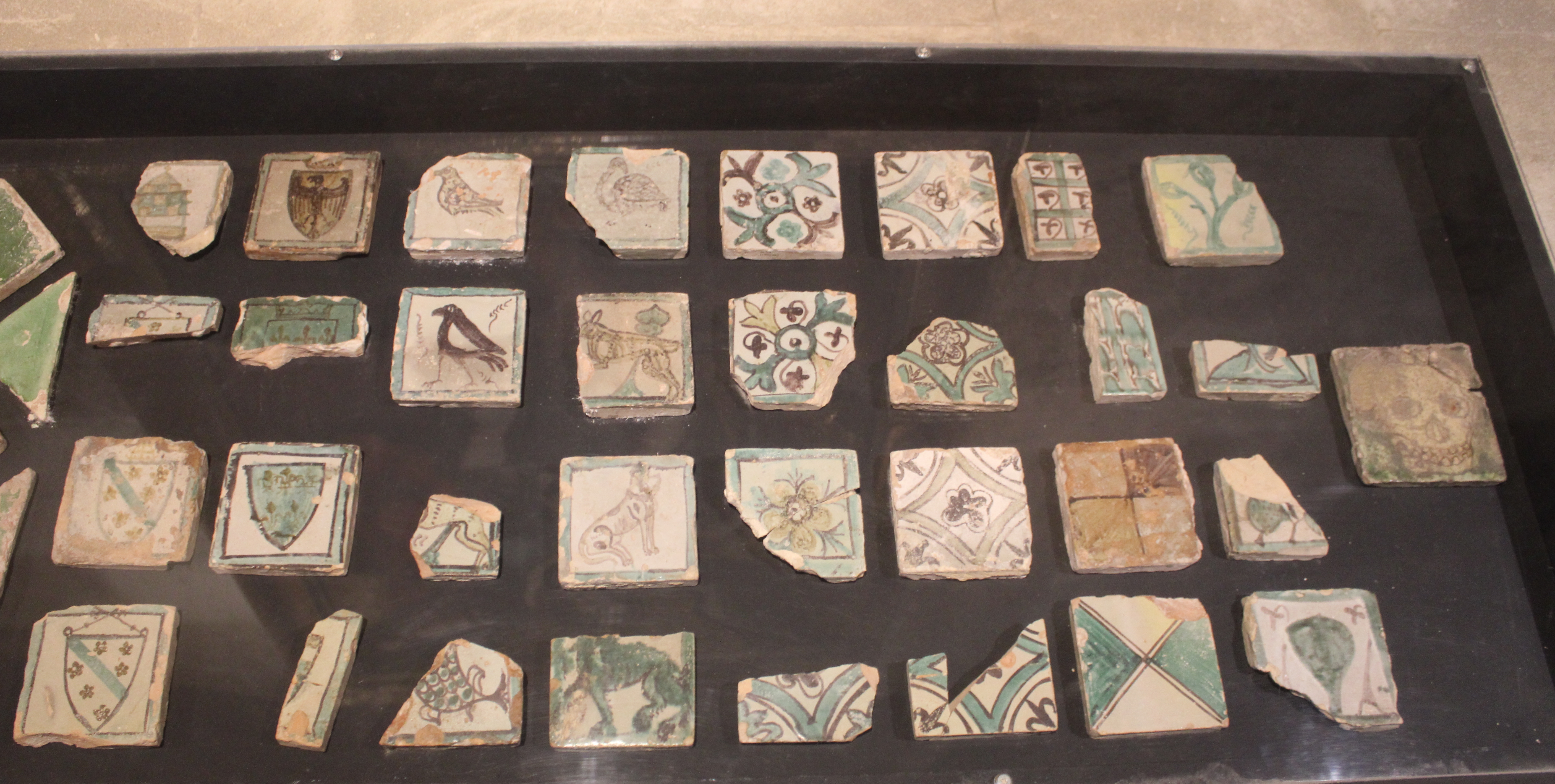
Carreaux médiévaux (XIVe siècle et XVIe siècle trouvés lors de fouilles à Salon-de-Provence (musée de l'Empéri).

Pavement du château de Suscinio
En 1975, les ruines d'une chapelle du XIIIe siècle sont découvertes à quelques mètres du château de Suscinio (Morbihan), ainsi que plus de 30 000 pavés du XIVe siècle formant une surface d'environ 300 m2. Ils témoignent de l'influence exercée par le royaume au XIIIe siècle et XIVe siècle, sur les souverains de Bretagne d'origine capétienne, Pierre de Dreux ou Jean, qui sont alors propriétaires du château. Le premier pavement datant du XIIIe siècle - constitué de carreaux à décor d'engobe - est jeté dans les douves du château au XIVe siècle et le pavage remplacé. Le nouveau pavage est constitué de carreaux à décor d'engobe, et chose exceptionnelle, des carreaux faïencés, ce qui pose éventuellement des questions sur l'origine de cet apport exogène.

## Motifs et ornementation

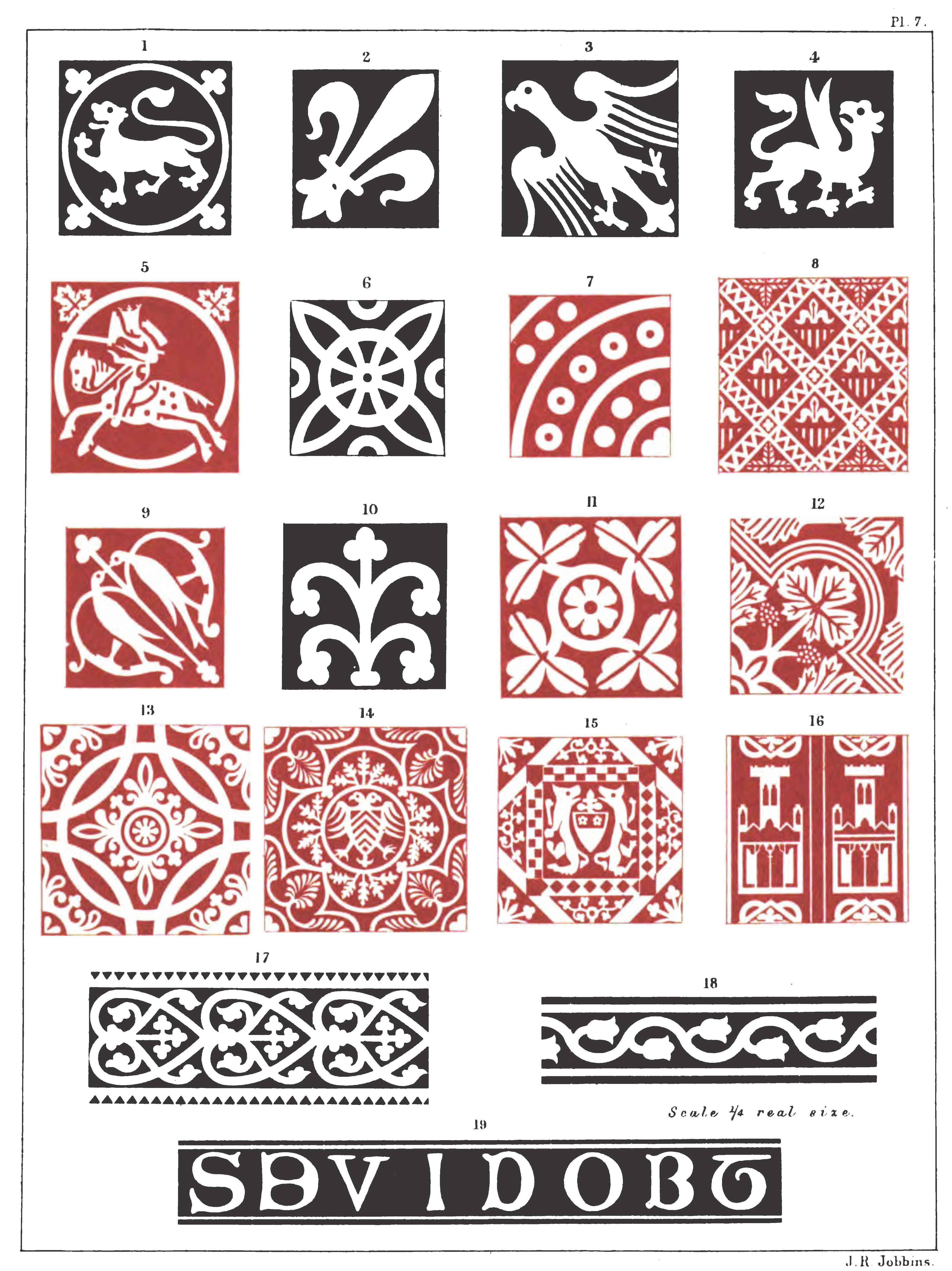
Motifs retrouvé dans les carreaux de l'abbaye de Netley, exhumés en 1860. Les symboles héraldiques comprennent les armoiries d'Angleterre, de France, de Castille, du Saint Empire romain et d'autres de nombreuses familles nobles importantes.

Les carreaux peuvent reprendre des motifs héraldiques, géométriques, végétaux et floraux, de vénerie et de chevalerie, architecturaux, fantastiques, religieux et enfin des lettrines.